# Puskás Akadémia FC
Puskás Ferenc Labdarugó Akadémia, thường được gọi Puskás Akadémia FC hoặc đơn giản Puskás Akadémia, là một câu lạc bộ bóng đá có trụ sở tại Felcsút, Hungary, thi đấu tại Nemzeti Bajnokság I, giải đấu hàng đầu của bóng đá Hungary.
Puskás Akadémia đã trải qua năm mùa giải ở Nemzeti Bajnokság I, giải bóng đá hàng đầu trong hệ thống giải bóng đá Hungary, và từng lọt vào trận chung kết của mùa giải Magyar Kupa 2017-18.

## Lịch sử
Mục đích của những người sáng lập là thành lập một học viện cho Videoton và lập ra một đài tưởng niệm cho cựu cầu thủ bóng đá quốc gia Hungary Ferenc Puskás.
Vào ngày đấu thứ 30 của trận đấu Nemzeti Bajnokság I 2015-16 mùa giải Robert Jarni đã bị sa thải do thất bại trước Békéscsaba 1912 Előre tại Pancho Aréna vào ngày 16 tháng 4 năm 2016 dẫn đến vị trí cuối cùng của Puskás Akadémia.
Vào ngày 22 tháng 12 năm 2016, Attila Pintér được bổ nhiệm làm huấn luyện viên trưởng của câu lạc bộ. Pintér rời Mezőkövesdi SE, thi đấu tại Nemzeti Bajnokság I 2016-17, cho Puskás Akadémia.
Vào ngày 21 tháng 5 năm 2017, Puskás Akadémia đã giành chức vô địch tại Nemzeti Bajnokság II 2016-17 sau trận hòa không bàn thắng với Ceglédi VSE ở Albertirsa. Kết quả là, Puskás Akadémia đã được thăng hạng lên Nemzeti Bajnokság I 2017-18. Đội bóng đã có thể trở lại hạng cao nhất sau chỉ một năm ở hạng hai.
Vào ngày 12 tháng 6 năm 2017, András Komjáti, người quản lý trước đây của Vasas SC, đã được bổ nhiệm làm giám đốc câu lạc bộ.
Trước khi bắt đầu Nemzeti Bajnokság I 2017-18, Puskás Akademia ký hợp đồng với Molnár từ Mezokovesd , Rado từ Ferencvaros , do đó trở thành đội bóng có giá trị thứ ba trong mùa giải 2017-18 của Nemzeti Bajnokság I.
Vào ngày 4 tháng 6 năm 2018, Pintér đã bị sa thải sau khi kết thúc ở vị trí thứ 6 tại Nemzeti Bajnokság I 2017-18. 
Vào ngày 8 tháng 12 năm 2018, sau trận hòa 1-1 với Paksi FC Benczés đã bị sa thải do kết quả không tốt. Câu lạc bộ kết thúc ở vị trí thứ 9 trước kỳ nghỉ đông. Do đó, András Komjáti là người quản lý tạm thời vào ngày đấu cuối cùng của Nemzeti Bajnokság I 2018-19. 
Vào ngày 29 tháng 12 năm 2018, János Radoki, sinh ra ở Mór, được bổ nhiệm làm người quản lý của câu lạc bộ. Radoki trước đó đã chơi 25 trận tại Bundesliga 1999-2000 cho SSV Ulm khi còn là một cầu thủ. Ông quản lý đội U-17 của FC Augsburg và đội U-19 của Greuther Fuerth. Vào ngày 7 tháng 4 năm 2019, Radoki đã được thay thế bởi András Komjáti sau thất bại gây sốc (0-4) trên sân nhà trước Kisvárda FC.

## Danh hiệu
- Nemzeti Bajnokság II:
  - Vô địch (2): 2012-13, 2016-17
- Magyar Kupa:
  - Á quân (1): 2017-18

### Đội trẻ
- Cúp Puskás:
  - Á quân (3): 2008, 2012, 2014

## Cầu thủ

### Đội hình hiện tại
Ghi chú: Quốc kỳ chỉ đội tuyển quốc gia được xác định rõ trong điều lệ tư cách FIFA. Các cầu thủ có thể giữ hơn một quốc tịch ngoài FIFA.
| Số | VT | Quốc gia     | Cầu thủ         |
| -- | -- | ------------ | --------------- |
| 1  | TM | Hungary      | Balázs Tóth     |
| 4  | TV | Hungary      | Szilárd Bokros  |
| 5  | HV | Đức          | Thomas Meißner  |
| 6  | TV | Hà Lan       | Yoell van Nieff |
| 7  | TĐ | Úc           | Golgol Mebrahtu |
| 8  | TV | Slovakia     | Jozef Urblík    |
| 9  | TĐ | Hungary      | Bence Sós       |
| 10 | TĐ | Nigeria      | Ezekiel Henty   |
| 11 | TV | Slovakia     | Ján Vlasko      |
| 17 | TĐ | Cộng hòa Séc | David Vaněček   |
| 18 | HV | Hungary      | András Huszti   |
| 19 | TM | Hungary      | Lajos Hegedűs   |
| 20 | TV | Hungary      | Márton Radics   |

| Số | VT | Quốc gia | Cầu thủ                                  |
| -- | -- | -------- | ---------------------------------------- |
| 21 | TĐ | Hungary  | Tamás Kiss                               |
| 22 | HV | Hungary  | Roland Szolnoki (captain)                |
| 23 | HV | Hungary  | Csaba Spandler                           |
| 25 | TV | Hungary  | Zsolt Nagy                               |
| 26 | HV | Bulgaria | Kamen Hadzhiev                           |
| 27 | TĐ | Hungary  | Alen Skribek                             |
| 29 | TĐ | România  | Nándor Tamás                             |
| 30 | TV | Croatia  | Josip Knežević                           |
| 33 | TV | Hungary  | József Varga                             |
| 68 | HV | Hungary  | János Hegedűs                            |
| 73 | TM | Hungary  | László Laky                              |
| 77 | TĐ | Hungary  | Ádám Gyurcsó (on loan from Hajduk Split) |
| 80 | TV | România  | Lóránd Fülöp                             |

### Cho mượn
Ghi chú: Quốc kỳ chỉ đội tuyển quốc gia được xác định rõ trong điều lệ tư cách FIFA. Các cầu thủ có thể giữ hơn một quốc tịch ngoài FIFA.
| Số | VT | Quốc gia | Cầu thủ |
| -- | -- | -------- | ------- |

## Huấn luyện viên
- Miklós Bencés (2012–2015)
- Robert Jarni (2015–2016)
- István Szíjjártó (2016)
- István Vincze (2016)
- Attila Pintér (2016–2018)
- Miklós Bencés (2018–8 tháng 12 năm 2018)[13]
- János Radoki (29 tháng 12 năm 2018 – 7 tháng 4 năm 2019)[14][15]
- András Komjáti (08 tháng 4 năm 2019 – nay)[16]

## Thông tin thêm
Đội bóng nổi tiếng ở Hungary vì sự lựa chọn tên mâu thuẫn. Họ không liên quan gì với Ferenc Puskás, người chỉ thi đấu cho Budapest Honvéd ở quê nhà và chưa bao giờ thi đấu cho Felcsút. Tuy nhiên, Ferenc Puskás và Viktor Orbán đã nói rất nhiều về một hệ thống học thuật mới để khuấy động bóng đá Hungary. Puskás đã có ý tưởng về một học viện mới. Sau khi chết, góa phụ của ông đã đồng ý đặt tên cho học viện mới thành lập theo tên người chồng quá cố của bà. Mặc dù tên Akadémia (tiếng Hungary là Học viện), họ chỉ có một vài cầu thủ quê nhà và đội hình của họ chủ yếu bao gồm các cầu thủ Hungary và người nước ngoài lớn tuổi. Họ không có nhiều người hâm mộ. Tỷ lệ tham dự trung bình của Puskás Akadémia trong mùa giải 2018/19 là 1340 (câu lạc bộ thấp thứ 2 trong mùa giải). Đây là khoảng tham dự trung bình ở Hungary - hầu hết các đội có số này từ ngày mai đến ngày mai. Người hâm mộ không cổ vũ các trận đấu sân khách. Đây là lý do tại sao nhiều người đùa giỡn với câu lạc bộ. Ví dụ, trong 2 trận đấu sân khách với Debrecen và Mezőkövesd, nơi người hâm mộ nhà đặt các viên giấy trong các khu vực của sân khách.